# Restauratio imperii
Im Kontext des mittelalterlichen römisch-deutschen Kaiserreichs und des oströmischen bzw. frühbyzantinischen Kaiserreichs wird der Begriff Restauratio imperii oder auch Renovatio imperii im Zusammenhang mit der Wiederherstellung alter Rechte beziehungsweise Besitzungen des römischen Imperiums verstanden.

## Oströmisches Reich

Justinian erlangte die Herrschaft über Teile des ehemaligen Westreiches (gelb).

Die Politik des oströmischen Kaisers Justinian I., die auf eine Zurückgewinnung der ehemaligen Reichsteile im Westen abzielte, wird in diesem Zusammenhang immer wieder als Restauratio bezeichnet. Dabei ist allerdings umstritten, ob die Eroberung großer Teile des ehemaligen Westreiches durch oströmische Truppen wirklich von langer Hand geplant war oder eher auf der spontanen Nutzung günstiger Gelegenheiten beruhte.

## Heiliges Römisches Reich
Explizit eine renovatio war die Politik des römisch-deutschen Kaisers Otto III., der den Begriff auf Münzen prägen ließ. Die salischen Kaiser  Konrad II.,  Heinrich III. und  Heinrich IV. nahmen diese Ausrichtung wieder auf. Im Bereich der Kunst wurde beispielsweise mit dem Bau des  Domes zu Speyer an die antike Formensprache angeknüpft. Auch die Politik Friedrichs I. (Barbarossa) zielte auf eine Renovatio beziehungsweise Restauratio ab, die die alten Rechte des römisch-deutschen Kaisers, insbesondere in Bezug auf Reichsitalien, einfordern sollte (vergleiche Reichstag von Roncaglia). Ebenso ist die Italienpolitik Kaiser Heinrichs VII. als der Versuch einer Renovatio zu bezeichnen.
Hintergrund ist das Selbstverständnis des aus dem Frankenreich Karls des Großen hervorgegangenen römisch-deutschen Kaisertums bis 1806 als christliche (daher Heiliges Römisches Reich) Fortsetzung des (west-)römischen Imperiums. Dieses Selbstverständnis kommt bereits in der Kaiserkrönung Karls durch Papst Leo III. in Rom am 25. Dezember 800 zum Ausdruck, die die Beteiligten als translatio imperii („Übertragung des Reichs“) verstanden.